# Heilig-Geist-Kirche (Gütersloh)
Die Heilig-Geist-Kirche ist eine katholische Pfarrkirche in Pavenstädt, einem Stadtteil der ostwestfälischen Kreisstadt Gütersloh, unweit des Kreishauses. Die Pfarrgemeinde Heilig Geist gehört zum Pastoralverbund Gütersloh Mitte-West.

## Geschichte
Ab 1954 sammelten katholische Bürger aus dem Westen Güterslohs Gelder für den Bau einer Kirche in Pavenstädt. Am 30. Juli 1957 gründeten sie den „Kirchenbauverein Heilig Geist“. Bis Ende 1959 hatten sie 68.666 D-Mark an Spendengeldern eingenommen, woraufhin mit den konkreten Planungen für den Bau der Kirche begonnen wurde.
1955 war in Pavenstädt ein Mädchen-Wohnheim eröffnet worden, das heute als Pfarrheim genutzt wird. Am 4. März 1961 legte der Paderborner Domkapitular, Prälat Henneke, auf dem benachbarten Grundstück den Grundstein der Heilig-Geist-Kirche, die im darauffolgenden Jahr fertiggestellt wurde. Architekt war Reinhold Fischer-Fürstenau aus Gütersloh. Die beiden Gebäude stehen im rechten Winkel zueinander und begrenzen eine Freifläche, die die südliche Langseite mit dem Kirchturm zur Geltung bringt. Die Weihe des Gebäudes erfolgte an Pfingstsamstag, dem 8. Juni 1963, durch Erzbischof Lorenz Jaeger.

## Architektur
Der rechteckige, in schlichter Formensprache gestaltete Sakralbau trägt ein Satteldach mit unterschiedlich breiten Flächen, da die Nordwand deutlich niedriger ist als die südliche Seite. Ein Rundbau im hinteren, östlichen Teil nimmt die Taufkapelle sowie zum Teil die Sakristei auf. Die Westseite wird von einem großen Rundbogenfenster dominiert. Im südlichen Seitenschiff teilen Streben die Wand in sieben Intervalle. Sämtliche Fenster der Kirche wurden von dem deutsch-niederländischen Künstler Frans Griesenbrock angefertigt. Ein Windfang bindet den im Grundriss quadratischen Turm mit Satteldach an. Ein Gerüst aus Wandpfeilern und schräg geführten Deckenstreben prägt den hallenartigen Innenraum.

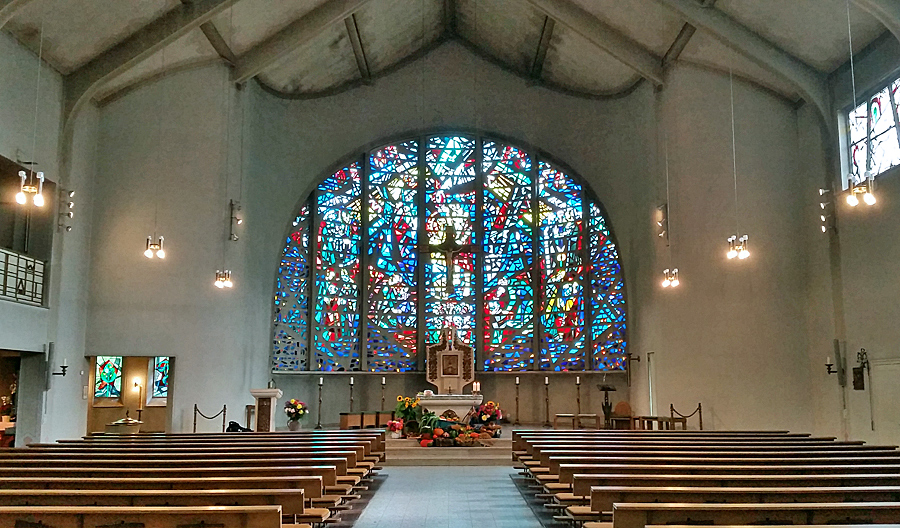
Blick auf den Altar
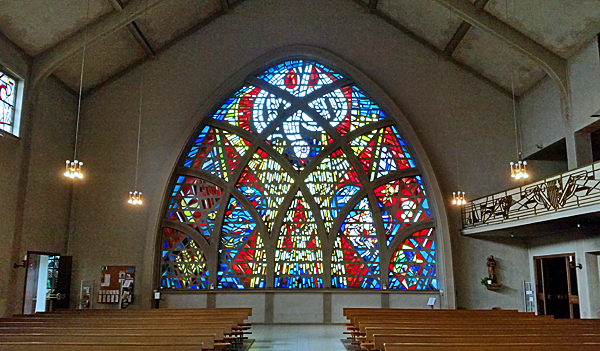
Blick vom Altar Richtung Haupteingang
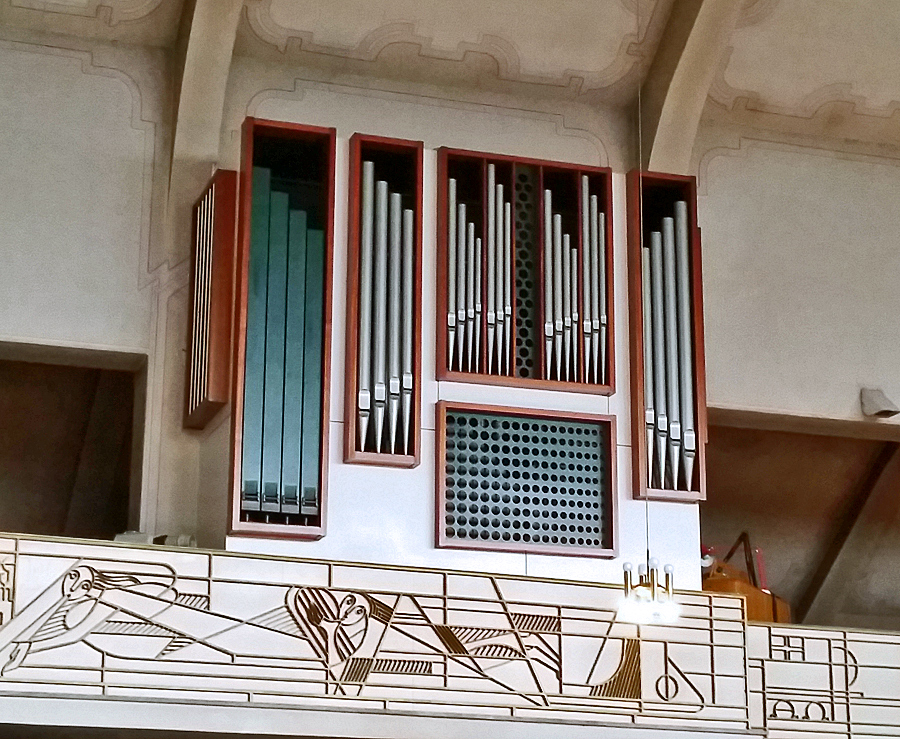
Orgel